# 주오구 (사가미하라시)
주오구(일본어: 中央区)는 일본 가나가와현 사가미하라시의 행정구이다. 사가미하라시가 2010년 4월 1일에 정령지정도시로 지정되면서 설치되었다. 사가미하라시 중심부에 위치하며, 사가미하라시청이 있다.

## 교통

### 철도
- 동일본 여객철도
  - 요코하마선
    - 후치노베역 - 야베역 - 사가미하라역

  - 사가미선
    - 반다역 - 가미미조역 - 미나미하시모토역